# Liga okręgowa
La Liga okręgowa o anche Klasa okręgowa è una competizione disputa a livello regionale in molti gironi e rappresenta il sesto livello del campionato polacco di calcio in quasi tutti i voivodati della Polonia, eccezion fatta per Grande Polonia, per quale corrisponde al settimo livello (il sesto è la V liga). Chi è promosso viene ammesso in IV liga (V liga per le squadre di Grande Polonia), chi retrocede finisce in Klasa A.